# Potentilla rupestris

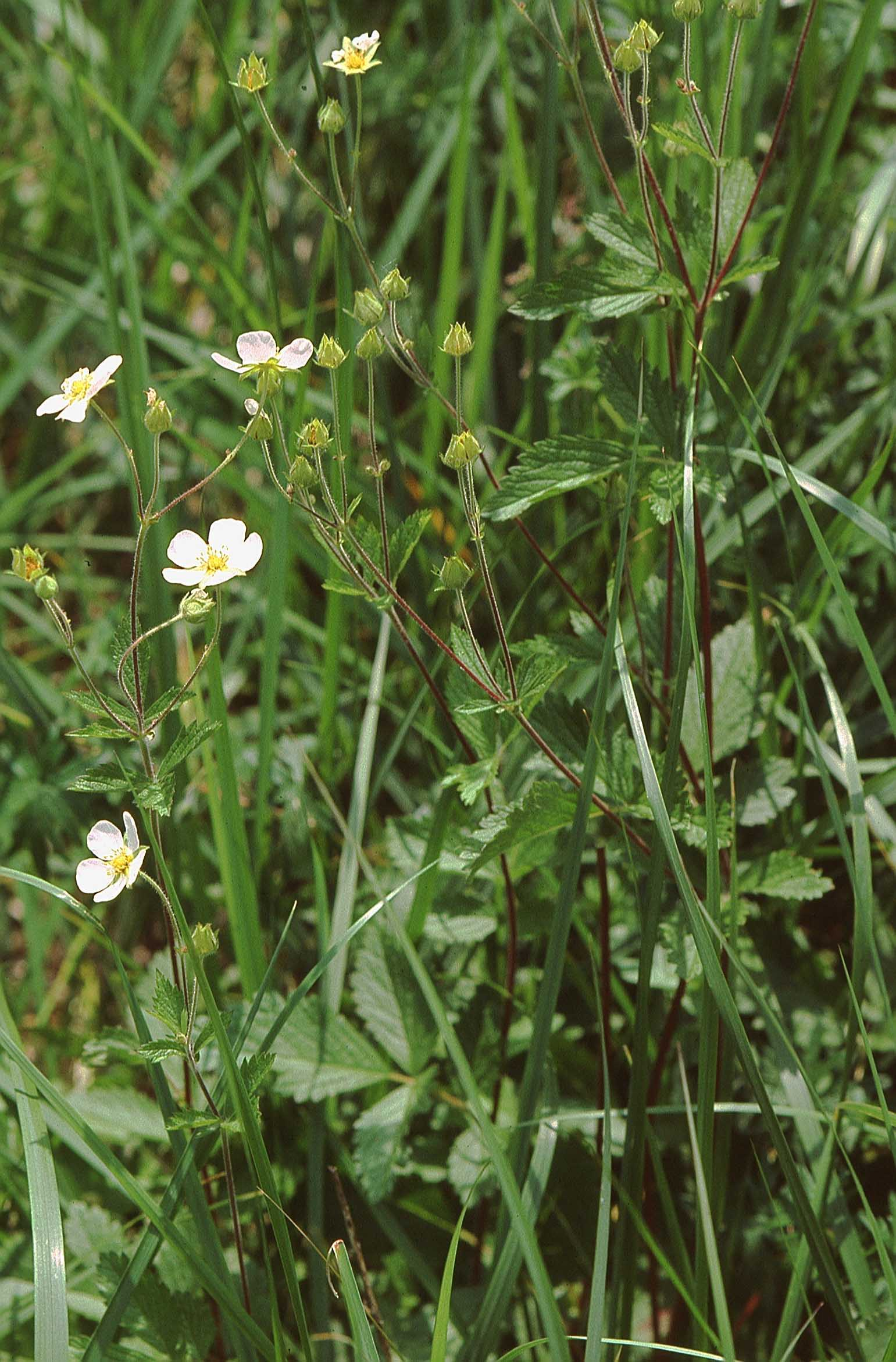
Potentilla rupestris

Potentilla rupestris es una especie de planta herbácea perenne perteneciente a la familia Rosaceae. Es originaria de Europa.

## Descripción
Es una planta perenne herbácea, que alcanza un tamaño de 20 a 60 centímetros de altura. Las hojas basales son pinnadas con dos a cuatro foliolos. El foliolo terminal es de aproximadamente 1,5 a 5 cm de largo, las otras son pequeñas, ovadas y profundo y parcialmente dentada, doble aserrada.
El tallo de la inflorescencia es erecto, ramificado arriba. El tallo de la flor es larga. Las flores son hermafroditas con simetría radial. Los cinco sépalos son ovados, acuminados, de unos 7 mm de largo y considerablemente más grandes que los sépalos lanceolados exteriores. Los cinco pétalos son blancos y libres con una longitud de 8 a 12 mm.

## Taxonomía
Potentilla rupestris fue descrita por Carlos Linneo y publicado en Species Plantarum 1: 496–497. 1753.
Etimología
Potentílla: nombre genérico que deriva del latín postclásico potentilla, -ae de potens, -entis, potente, poderoso, que tiene poder; latín -illa, -illae, sufijo de diminutivo–. Alude a las poderosas presuntas propiedades tónicas y astringentes de esta planta. 
rupestris: epíteto latíno que significa "se encuentra en las rocas".
Sinonimia
- Potentilla tuberculata   Porta   [1891]
- Potentilla rubens Moench
- Drymocallis rupestris (L.) Soják
- Potentilla corsica Sieber ex Lehm.
- Potentilla fragarioides Poir.
- Potentilla halacsyana Siegfr. ex Degen
- Potentilla inquinans Turcz.
- Potentilla okuboi Kitag.
- Potentilla pygmaea Jord.
- Potentilla tuberculata Porta
- (enlace roto disponible en Internet Archive; véase el historial, la primera versión y la última).